# Robert Le Gall

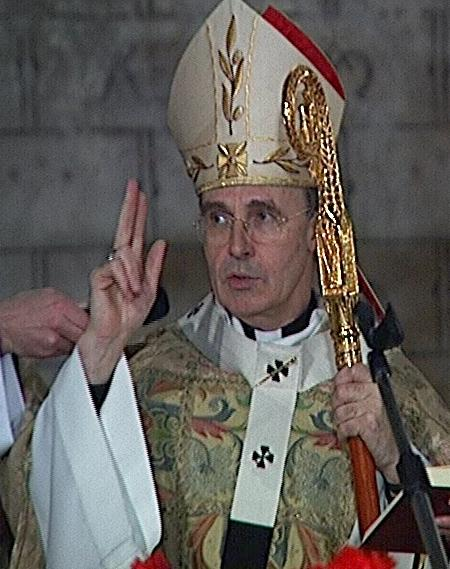
Erzbischof Le Gall mit Pallium beim Segnen (2008)

Primaswappen

Robert Jean Louis Le Gall OSB (* 26. Februar 1946 in Saint-Hilaire-du-Harcouët, Département Manche, Frankreich) ist ein französischer Ordensgeistlicher und emeritierter römisch-katholischer Erzbischof von Toulouse sowie emeritierter  Primas von Gallia Narbonensis.

## Leben

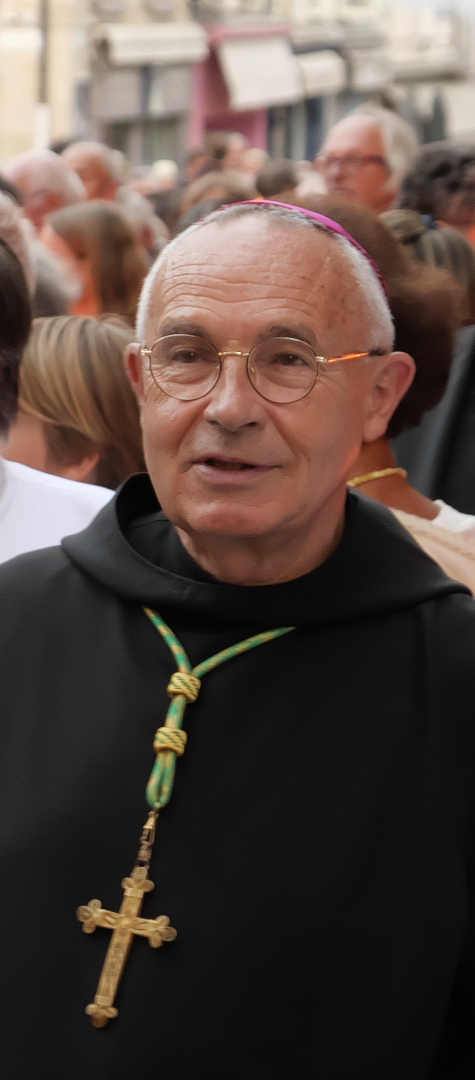
Robert de Gall (OSB) am 15. August 2023 (Maria Himmelfahrt) zu Beginn einer Prozession in Le Puy-en-Velay

Robert Le Gall trat am 30. November 1963 als Novize in die Benediktinerabtei Kergonan ein und studierte dort Philosophie sowie an der Abtei Saint-Pierre de Solesmes Katholische Theologie. Die zeitlichen Gelübde legte er am 8. Dezember 1965 ab, die ewige Profess erfolgte am 8. Dezember 1970. Am 24. August 1974 empfing er durch den Bischof von Vannes, Pierre Boussard, die Priesterweihe. Im Juni 1976 erwarb er das Lizenziat der Theologie im Fach Dogmatik an der Universität Freiburg (Schweiz). Anschließend setzte er seine Studien in Bibelwissenschaften in Israel fort. Zugleich lehrte er in seiner Abtei Liturgiewissenschaft und Fundamentaltheologie. Am 27. Mai 1983 wählte ihn der Konvent zum Abt. Die Abtsbenediktion empfing er am 16. Juli desselben Jahres.
Papst Johannes Paul II. ernannte ihn am 16. Oktober 2001 zum Bischof von Mende. Die Bischofsweihe spendete ihm Kurienkardinal Paul Poupard am 6. Januar 2002; Mitkonsekratoren waren Jean-Pierre Ricard, Erzbischof von Bordeaux, und Paul Bertrand, emeritierter Bischof von Mende. Als Wahlspruch wählte er De Unitate Trinitatis (zu Deutsch: Über die Einheit der Dreifaltigkeit).
Am 11. Juli 2006 wurde er von Papst Benedikt XVI. zum Erzbischof von Toulouse ernannt; die feierliche Amtseinführung (Inthronisation) fand am 10. September desselben Jahres statt. 2017 wurde Le Gall in der Französischen Bischofskonferenz Mitglied des Rates für interreligiöse Beziehungen.
Papst Franziskus nahm am 9. Dezember 2021 seinen altersbedingten Rücktritt an.

## Mitgliedschaften
- Kongregation für den Gottesdienst und die Sakramentenordnung
- Päpstlicher Rat zur Förderung der Einheit der Christen

## Ehrungen
- Ritter der Ehrenlegion